# San Jorge en el bosque
San Jorge en el bosque es una pintura al óleo sobre tabla (22,5x28,2 cm) del pintor alemán del Renacimiento, Albrecht Altdorfer, fechado en 1510, y conservado en la Alte Pinakothek de Munich. 

## Descripción y estilo
La obra es un óptimo ejemplo del estilo de la escuela danubiana, de la cual, Altdorfer fue uno de los más importantes protagonistas.
San Jorge a caballo, luchando con el dragón, aparece de hecho como un pretexto, relegado a la parte inferior de la tabla, para representar la magia del paisaje boscoso, salvaje y agreste, que evoca una atmósfera misteriosa, llena de encanto. La figura humana, al contrario de la representación tradicional, aparece pequeña, subyugada por la fuerza de la naturaleza. El colorido de tonos verdes y marrones, y la inusual posición de las figuras, permite contemplar un paisaje espacioso, que se pierde en lontananza, hacia la montaña.